# Демідень
Демідень, Демідені (рум. Dămideni) — село у повіті Ботошані в Румунії. Входить до складу комуни Роминешть.
Село розташоване на відстані 373 км на північ від Бухареста, 44 км на схід від Ботошань, 65 км на північний захід від Ясс.

## Населення
За даними перепису населення 2002 року у селі проживали 560 осіб, усі — румуни. Усі жителі села рідною мовою назвали румунську.